# El Pueblito (Michoacán)
El Pueblito es una localidad del estado mexicano de Michoacán. Es parte del municipio de Zacapu. Fue fundada el 10 de octubre de 1909.

## Demografía
| Gráfica de evolución demográfica |
|                                  |

| Censo | Población |
| ----- | --------- |
| 1910  | 152       |
| 1921  | 100       |
| 1930  | 139       |
| 1940  | 218       |
| 1950  | 224       |
| 1960  | 418       |
| 1970  | 622       |
| 1980  | 505       |
| 1990  | 734       |
| 2000  | 884       |
| 2010  | 913       |
| 2020  | 1170      |